# 레버리지: 사기조작단
《레버리지: 사기조작단》은 2019년 10월 13일부터 2019년 12월 8일까지 방영된 TV 조선 일요 드라마였다.

## 방송 시간
| 방송 채널 | 방송 기간                           | 방송 시간                                                                    | 방송 분량  |
| --------- | ----------------------------------- | ---------------------------------------------------------------------------- | ---------- |
| TV CHOSUN | 2019년 10월 13일 ~ 2019년 10월 20일 | 일요일 오후 9시 30분 ~ 오후 10시 40분 일요일 오후 10시 40분 ~ 오후 11시 50분 | 2시간 20분 |
| TV CHOSUN | 2019년 10월 27일 ~ 2019년 12월 8일  | 일요일 오후 10시 ~ 오후 11시 10분 일요일 오후 11시 10분 ~ 오전 12시 20분     | 2시간 20분 |

## 줄거리
돈과 권력으로 법망위에서 노는 진짜 나쁜 놈들을 사기로 응징하는 사기조작단 팀의 고군분투를 그린 작품. 미국 드라마 레버리지가 원작.

## 제작진

### 제작사
- 프로덕션 H
- 하이그라운드

### 극본
- 민지형

### 연출
- 남기훈
- 서강석

## 등장 인물

### 주요 인물
- 이동건 : 이태준 역 - 39세. Master mind. 정보 분석가. 기획자. 한국 최고의 엘리트 보험 조사관 → 최고의 사기 전략가로 다시 태어난 인물
- 전혜빈 : 황수경 역 - 32세. Grifter(사기꾼). 연예인. 무대 위에서는 엉망진창 발 연기지만 실전 사기에서는 아카데미 여우 주연상급 연기의 여왕
- 김권 : 로이 류 역 - 30세, Hitter. 인간병기에 버금가는 전투력을 갖춘 보안 전문가이자 파이터
- 김새론 : 고나별 역 - 23세, Thief(도둑). 한 때 여고생 검사(劍士)로 이름을 날린 아시안 게임 펜싱 금메달 리스트 출신
- 여회현 : 정의성 역 - 25세, Hacker(해커). 덕후, 조기유학파. 어리바리 소심이지만, 컴퓨터 앞에만 앉으면 못 하는 일이 없는 천재 해커

### 태준의 사람들
- 최자혜 : 신유리 역 - 삼화보험 보험조사관. 태준의 전 처
- 김광식 : 박기호 역 - 중원지방경찰청 지능범죄수사대 팀장. 태준의 믿음직한 형
- 최홍일 : 양철수 역 - 삼화보험 대표. 태준의 좋은 상사
- 안재민 : 윤정환 역 - 삼화보험 대리. 태준의 오른팔.

### 그 외 인물
- 김중기 : 조준영 역(일명 소장) - 모든 사건의 배후 - 금융 컨설턴트. 태준의 고향 친구
- 정기섭 : 소마 역
- 이용우 : 유령 역 - 용병출신의 살인청부 업자
- 홍승희 : 유진 역

### 특별 출연
- 박은석 : 민영민 역 - 주식의 신. 투자 사기 빌런
- 장광 : 백종구 역 - 올드앤골드 요양원 전 원장
- 신승환 : 백인호 역 - 올드앤골드 요양원 원장. 백종구의 아들
- 최필립 : 검사 역 - 신약의료사고 재판의 검사
- 박영린 : 변호사 역 - 신약의료사고 재판의 정현주의 변호사
- 배그린 : 정현주 역 - 상정병원 소아암 센터 전공의
- 김정학 : 김민준 역- 선규(태준의 아들)의 주치의. 상정병원 부원장
- 김승욱 : 김남영 역 - 중원시장. 차기 대선 야당 유력 후보
- 박정아 : 최세리 역 - 금괴도난사건 피의자
- 송부건 : 마동석 역 - 금괴도난사건 피의자
- 최대철 : 정한구 역 - 미래바이오 대표
- 문지인 : 홍세영 역 - 미래바이오에서 변형 조류 인플루엔자를 연구하고 있었던 연구원
- 박순천 : 판사 역 - 신약의료사고 재판의 판사
- 박광수 : (미키광수)- 흰두기파 조직원
- 안일권 : - 흰두기파 조직원
- 이상훈 : - 흰두기파 조직원
- 김광민

## 시청률
최저 시청률과 최고 시청률은 시청률 조사회사와 지역별로 시청률에 차이가 있을 수 있습니다.
| 2019년 | 2019년    | 2019년         | 2019년       |
| 회차   | 방송일    | AGB 시청률     | AGB 시청률   |
| 회차   | 방송일    | 대한민국(전국) | 서울(수도권) |
| ------ | --------- | -------------- | ------------ |
| 제1회  | 10월 13일 | 1.320%         |              |
| 제2회  | 10월 13일 | 1.594%         |              |
| 제3회  | 10월 20일 | 1.269%         |              |
| 제4회  | 10월 20일 | 2.096%         | 2.417%       |
| 제5회  | 10월 27일 | 1.638%         |              |
| 제6회  | 10월 27일 | 2.058%         |              |
| 제7회  | 11월 3일  | 1.407%         |              |
| 제8회  | 11월 3일  | 1.949%         |              |
| 제9회  | 11월 17일 | 2.287%         | 2.188%       |
| 제10회 | 11월 17일 | 2.132%         |              |
| 제11회 | 11월 24일 | 1.617%         |              |
| 제12회 | 11월 24일 | 1.899%         |              |
| 제13회 | 12월 1일  | 1.837%         | %            |
| 제14회 | 12월 1일  | 2.236%         | %            |
| 제15회 | 12월 8일  | 1,167%         | %            |
| 제16회 | 12월 8일  | 1.928%         | %            |

## 참고 사항
- 이 화면은 레터박스로 구성되었다.

## 같이 보기
- 대한민국의 텔레비전 드라마 목록 (ㄹ)
- 2019년 대한민국의 텔레비전 드라마 목록